# Kutre Dulecha
Kutre Dulecha, född den 22 augusti 1978 i Sidamo, är en etiopisk friidrottare som tävlar i medeldistanslöpning och maratonlöpning.
Dulecha stora genombrott kom när hon slutade som bronsmedaljör på 1 500 meter vid VM 1999 i Sevilla. Hon blev fyra vid Olympiska sommarspelen 2000 i Sydney. Vid inomhus-VM 2004 blev hon även världsmästare på 1 500 meter. 
Förutom framgångarna i medeldistanslöpning blev hon världsmästare 2000 i terränglöpning. Dessutom vann hon Amsterdam Marathon 2005.